# Aztekencodices
Die Aztekencodices (singular Codex) sind Bilderhandschriften, die von den Azteken in Form von Piktogrammen und Ideogrammen verfasst wurden.
Es handelt sich dabei um gemalte bzw. illustrierte Bücher, in denen man hauptsächlich historische und mythische Ereignisse, aber auch Kalender und Informationen über Tribute und Abstammungen festhielt. Diese Codices dienen heute als wichtige Quellen für die Kultur und das Leben der Azteken.

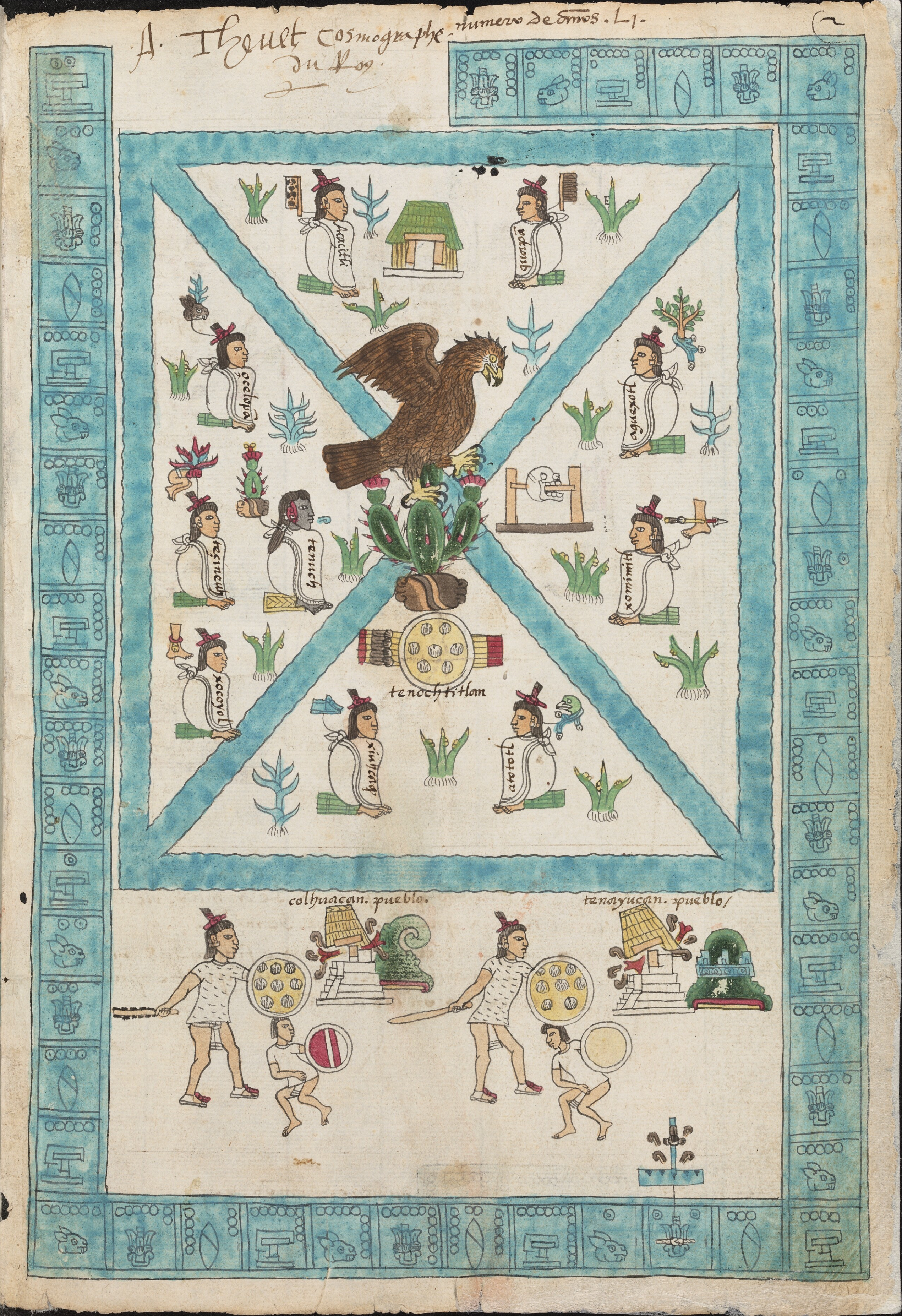
Teil der ersten Seite des Codex Mendoza

## Herstellung
Gemalt wurden die Codices entweder auf speziell dafür präparierten Tierhäuten (z. B. Hirschleder) oder auf Amatl, gewonnen aus der Rinde des Feigenbaums. Auch aus Baumwolltüchern konnte eine Art Leinwand hergestellt werden, welche ebenfalls für die Codices Verwendung fanden. Für die Beschriftung bzw. Bemalung wurden natürliche Farben verwendet, wobei die einzelnen Seiten beidseitig bemalt wurden. Die Handschriften wurden nach der Fertigstellung in Zick-Zack-Faltung (Leporellofaltung) zu Büchern gefaltet.

## Bilderschrift
In der vorkolonialen Zeit verfügte die Sprache der Azteken – das Nahuatl – über kein Alphabet im europäischen Sinn. Erst durch die Spanische Kolonialisierung wurde das Nahuatl alphabetisiert. Da jedoch auch nach der Kolonialisierung weiterhin Codices hergestellt wurden (meist unter Aufsicht der Spanier), unterscheidet man heute zwischen präkolumbischen Codices mit ausschließlich Bildern in Form von Piktogrammen und Ideogrammen, sowie Codices der Kolonialzeit, in denen sowohl Piktogramme als auch das alphabetisierte Nahuatl (und teilweise auch Latein) verwendet wurde.

## Zerstörung
Bereits unmittelbar nach ihrer Ankunft vernichteten die Spanier einen Großteil der präkolumbischen Codices (siehe dazu auch den Hauptartikel Spanische Eroberung Mexikos), und nur ein kleiner Teil gelangte als Sammlergut in europäische Museen und Bibliotheken. Hauptgrund für diese umfassende Zerstörung war die repressiv betriebene Christianisierung der indigenen Bevölkerung, deren Kulturen und Religionen von den spanischen Eroberern als minderwertig betrachtet wurden.
Erst nach der vollständigen Unterwerfung der Azteken begann sich das Interesse der europäischen Eroberer für die aztekische Kultur langsam zu entwickeln (vor allem durch Personen wie Bernardino de Sahagún) und so konnte die Tradition der Codexmaler auch bis in die Kolonialzeit fortdauern. Aus dieser Zeit stammt nun ein Großteil der heute bekannten Aztekencodices. In dieser Zeit entstanden auch Kopien bzw. Nachschriften von bereits zerstörten präkolumbischen Codices.

## Übersicht der Codices

### Codex Borbonicus

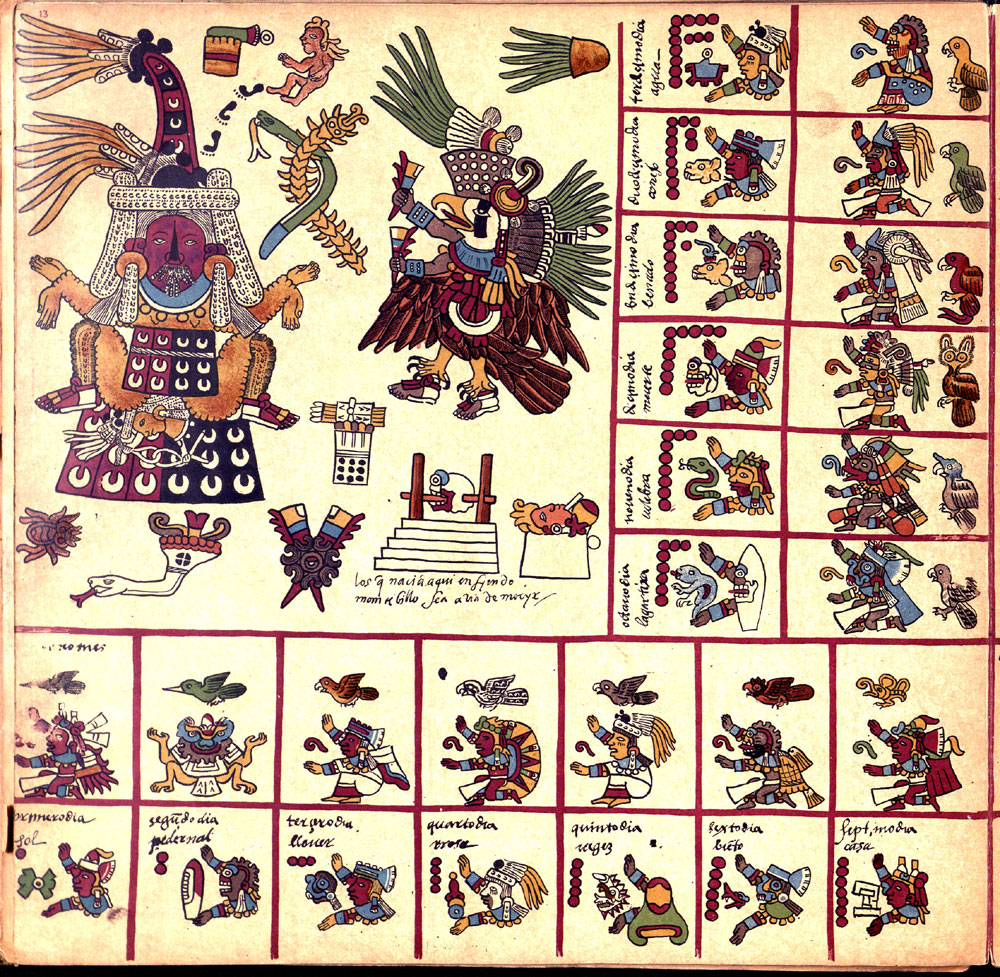
Seite 13 des Codex Borbonicus

Der Codex Borbonicus wurde etwa zu der Zeit der Spanischen Invasion von aztekischen Priestern angefertigt. Er enthält im Original noch keine lateinischen Schriftzeichen, sondern besteht nur aus Piktogrammen. Erst später wurden von den Spaniern einzelne Beschreibungen angefügt.
Dieser Codex besteht aus drei Teilen:
1. Ein Wahrsagekalender (Tonalamatl)
2. Eine Beschreibung der 52-Jahres-Zyklen
3. Eine Beschreibung von Ritualen und Zeremonien

- Galerie

### Codex Boturini

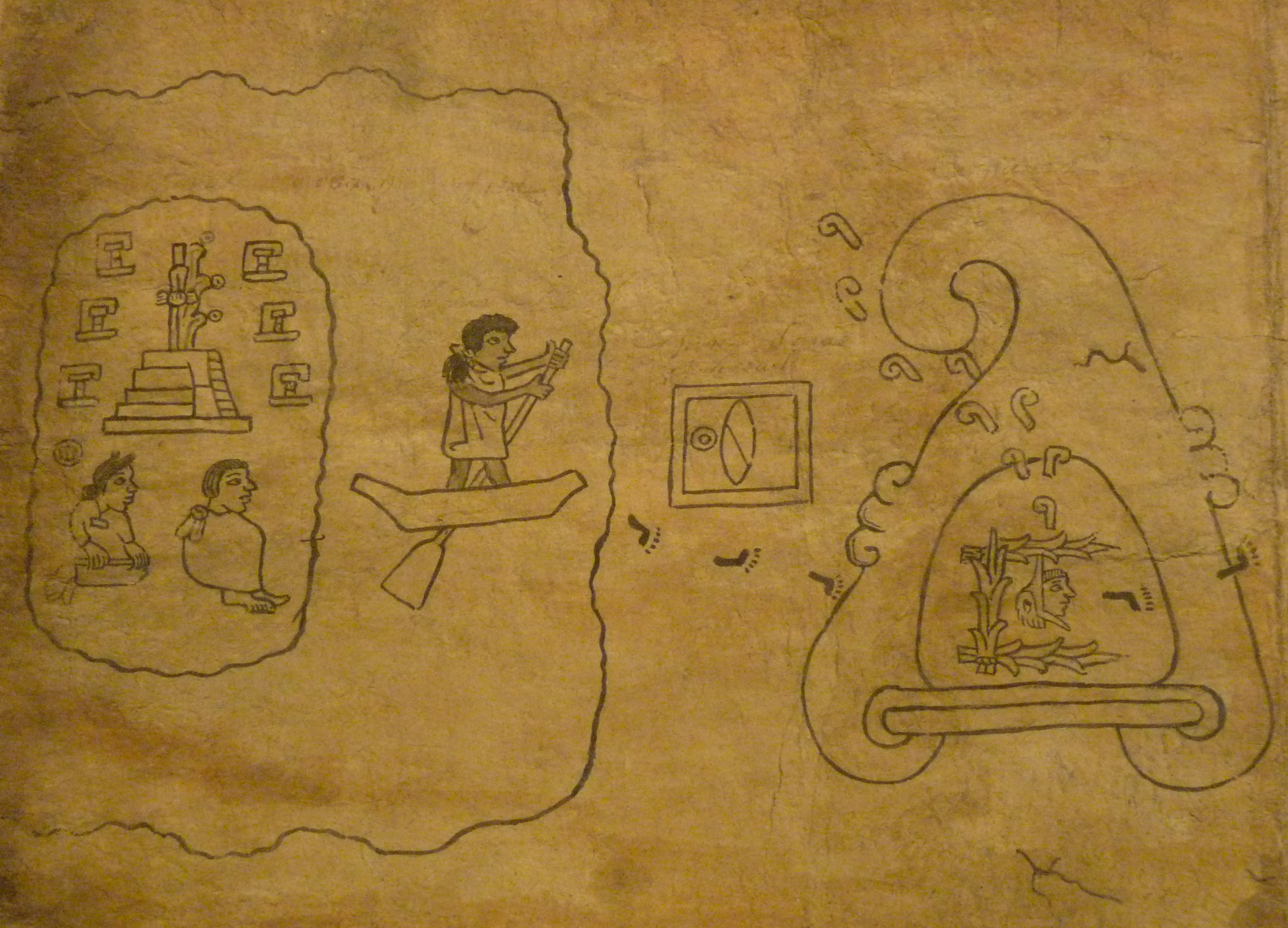
Seite 1 des Codex Boturini: Auszug aus Aztlan

(auch: Tira de la Peregrinación Azteca)
Der Codex Boturini, benannt nach Lorenzo Boturini de Benaducci (1702–1755), wurde zwischen 1530 und 1541 von einem unbekannten Azteken angefertigt, also etwa ein Jahrzehnt nach der Spanischen Eroberung. Beschrieben wird die Geschichte der legendären Wanderung der Azteken von Aztlán (der mythologischen Heimat der Azteken) in das Tal von Mexiko.
Im Gegensatz zu vielen anderen Codices der Azteken sind die Zeichnungen nicht farbig, sondern mit schwarzer Tinte angefertigt. Auf einzelnen Seiten finden sich später hinzugefügte kurze Glossen in lateinischer Schrift. Der Inhalt ist eng verwandt mit dem Codex Aubin.

### Codex Mendoza
Der Codex Mendoza wurde etwa 1541–1542 im Auftrag Antonio de Mendozas für Karl V. angefertigt. Er enthält wichtige Informationen über die Herkunft, die Kriege und den Glauben der Azteken. Der Codex Mendoza hat das Format 32,7 × 22,9 cm und besteht aus 71 Seiten. Er befindet sich heute in Oxford in der Bodleian Library unter der Signatur MS. Arch. Selden. A. 1.

### Codex Florentinus
Der Codex Florentinus ist eine von zwei Ausgaben der „Historia General de las Cosas de la Nueva España“ von Bernardino de Sahagún (1499–1590).
Um 1540 erhielt Bernardino de Sahagún den Auftrag, eine Enzyklopädie über „alle wichtigen Dinge in Neuspanien“ zu verfassen. Das zwölfbändige Werk mit dem Titel „Historia general de las cosas de Nueva España“ wurde 1569 fertiggestellt und ist zweisprachig in Spanisch und Nahuatl verfasst. Es handelt sich hauptsächlich um Kopien und Nachschriften von Originalmaterialien, die vermutlich bei der Eroberung durch die Spanier zerstört wurden.
Das Werk enthält bebilderte Sagen und Legenden der Azteken, Informationen über die Religion und Mythologie, den aztekischen Kalender sowie Flora und Fauna. Es gilt bis heute als eine der Hauptquellen über das Leben und die Kultur der Azteken.

### Codex Nuttall
Der Codex Nuttall (auch Codex Zouche-Nuttall) ist eine der noch erhaltenen präkolumbischen Bilderhandschriften der Mixteken, vermutlich aus dem 14. Jahrhundert.

### Codex Osuna

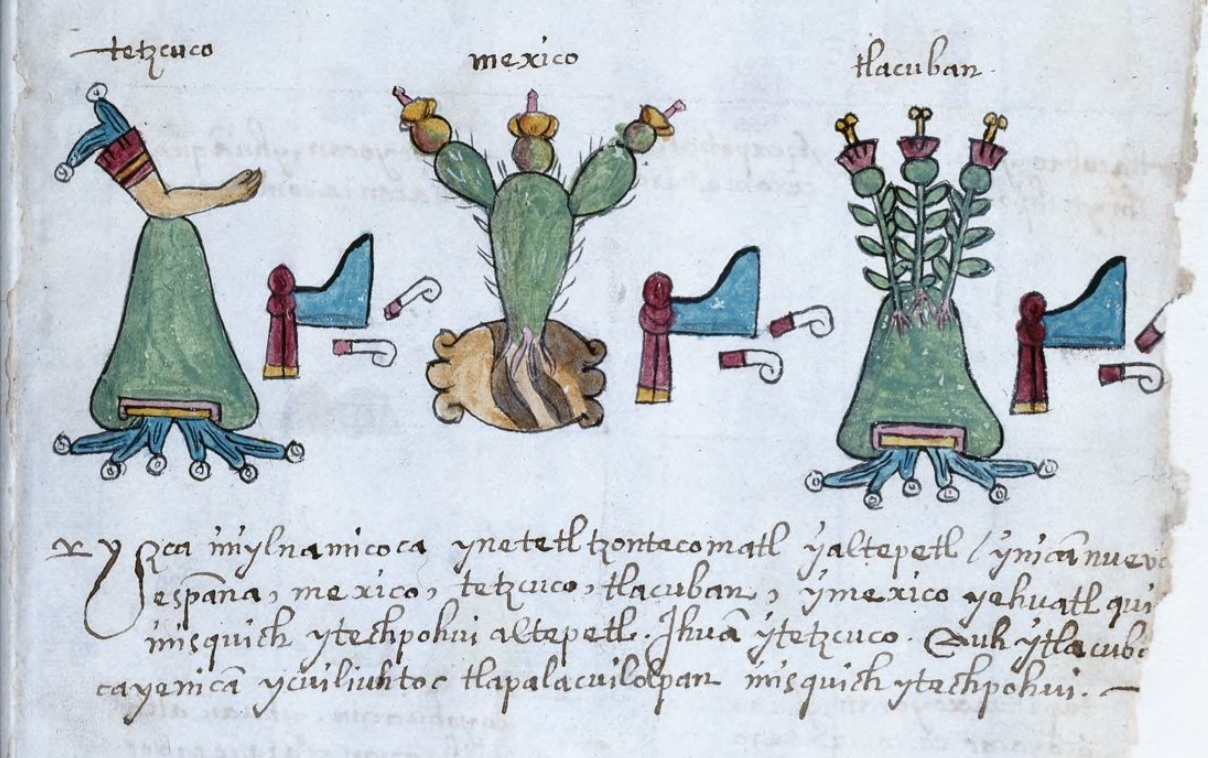
Ausschnitt der Seite 34 des Codex Osuna

Der Codex Osuna wurde zwischen Januar und August 1565 angefertigt und besteht aus sieben Teilen. Ursprünglich bestand auch dieser Codex nur aus Piktogrammen, erst von den Spaniern wurden Anmerkungen in Nahuatl vorgenommen. Er befindet sich heute in Madrid in der Biblioteca Nacional de España.

### Codex Magliabechiano
Der Codex Magliabechiano wurde etwa in der Mitte des 16. Jahrhunderts angefertigt und besteht aus 92 Seiten auf europäischem Papier. Es handelt sich hierbei in erster Linie um ein religiöses Werk, das den rituellen Kalender Tonalpohualli (Tages[zeichen]zählung), den 52-Jahres-Zyklus, verschiedene Gottheiten und Riten beschreibt.
Benannt ist dieser Codex nach Antonio Magliabechi, einem italienischen Manuskriptsammler des 17. Jahrhunderts. Heute befindet sich der Codex in der Biblioteca Nazionale Centrale in Florenz.

### Codex Aubin

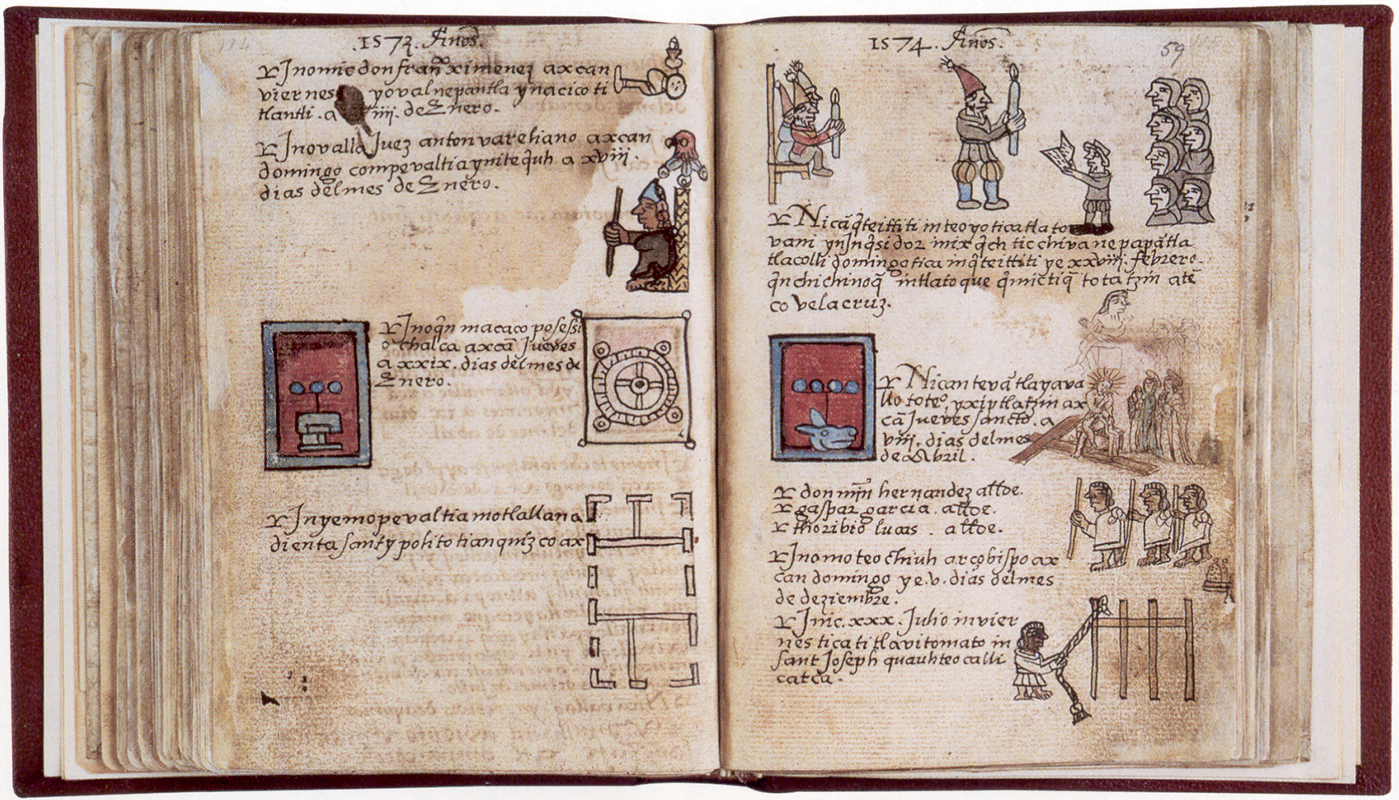
Teil des Aubin Codex

Der Codex Aubin, benannt nach Joseph Marius Alexis Aubin (1802–1891), wurde vermutlich um 1576 begonnen und besteht aus 81 Blättern. Es beschreibt in Piktogrammen die Geschichte der Azteken, beginnend an ihrem legendären Ursprungsort Aztlán bis in die Zeit der Spanischen Kolonialisierung.
Unter anderem ist auch eine Beschreibung des Massakers bei der Zerstörung des Tempels von Tenochtitlan am 10. Mai 1520 enthalten. Dieser Codex befindet sich in der Bibliothèque nationale de France in Paris.

### Codex Cozcatzin

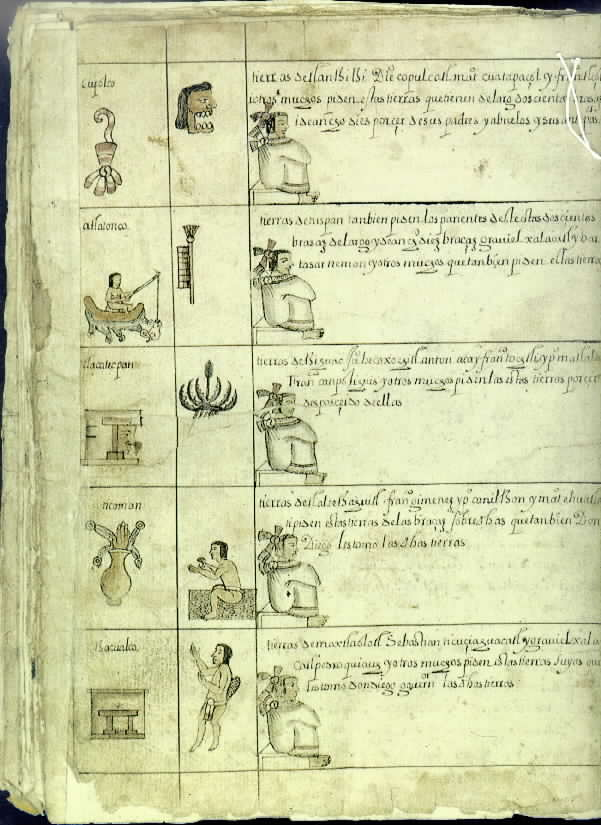
Teil des Codex Cozcatzin

Der Codex Cozcatzin ist ein gebundenes Manuskript, das aus 18 Blättern auf europäischem Papier besteht. Datiert ist das Werk mit 1572, obwohl es vermutlich erst später angefertigt wurde. Der Großteil dieses Codex besteht aus Piktogrammen, hat aber kurze Passagen mit Beschreibungen in Spanisch und Nahuatl.
Der erste Teil beinhaltet eine Liste von Landbesitz Itzcóatls und ist Teil einer Beschwerde gegen Diego Mendoza. Zusätzlich werden historische und genealogische Informationen festgehalten. Die letzte Seite besteht aus astronomischen Beschreibungen auf Spanisch.
Benannt wurde dieser Codex nach Don Juan Luis Cozcatzin, der in diesem Codex als „alcalde ordinario de esta ciudad de México“ („ordentlicher Bürgermeister der Stadt Mexiko“) bezeichnet wird. Heute befindet sich der Codex Cozcatzin in der Bibliothèque nationale de France in Paris.

### Codex Ixtlilxochitl
Bei dem Codex Ixtlilxochitl handelt es sich um ein Fragment aus dem 17. Jahrhundert, bestehend aus 50 Seiten einschließlich 27 separaten Blättern aus europäischem Papier mit 29 Zeichnungen. Er enthält unter anderem Beschreibungen des Kalenders der jährlichen Feste und Rituale der Azteken.
Benannt wurde dieser Codex nach Fernando de Alva Cortés Ixtlilxochitl, einem Familienmitglied der Herrscherfamilie in Texcoco, und befindet sich heute in der Bibliothèque nationale de France in Paris.

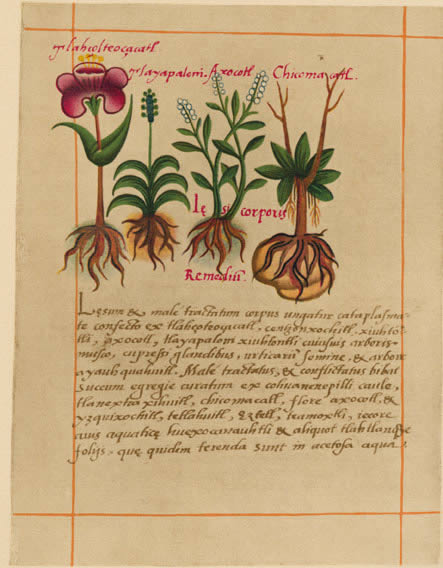
Eine Seite des Libellus

### Libellus de Medicinalibus Indorum Herbis
(auch Codex Badianus, Codex de la Cruz-Badiano oder Codex Barberini)
Beim Libellus de Medicinalibus Indorum Herbis (Latein: „Büchlein der medizinischen Kräuter der Indianer“) handelt es sich um ein Kräuterbuch der Pflanzenheilkunde, in dem verschiedene Pflanzen und deren Wirkung beschrieben werden.
Ursprünglich wurde das Werk 1552 von Martín de la Cruz in Nahuatl verfasst, diese Version ist verschollen. Der Text wurde anschließend von Juan Badiano ins Lateinische übersetzt. Beide Autoren waren Indianer aus Xochimilco, die am von Franziskanern geleiteten Colegio de la Santa Cruz in Tlatelolco ausgebildet worden waren. Das Manuskript war vom damaligen Leiter des Colegios für den Sohn des Vizekönigs Antonio de Mendoza in Auftrag gegeben worden. Mendoza schickte das Manuskript nach Spanien, wo es in die Königliche Bibliothek kam. Über zahlreiche Zwischenstationen gelangte es in die Bibliothek des italienischen Kardinals Francesco Barberini, die 1902 in der Biblioteca Apostolica Vaticana aufging und wurde verwahrt unter der Signatur Codex Barberinus Latinus 241. Im Jahre 1990 veranlasste Papst Johannes Paul II. die „Rückgabe“ des Manuskriptes an Mexiko; seither befindet er sich in Mexiko im Instituto Nacional de Antropología e Historia.

### Weitere Codices
- Codex Azcatitlan – historische Bilderhandschrift zur aztekischen Geschichte
- Codex Borgia – präkolumbischer Ritualcodex.[1] Der Name wird auch für eine Anzahl von Codices gebraucht, die „Borgia-Gruppe“ heißt:
  - Codex Fejérváry-Mayer – präkolumbischer Kalendercodex (Free Public Museum, Liverpool)
  - Codex Laud (Bodleian Library at Oxford University)
  - Codex Ríos, oder Codex Vaticanus A (auch Codex Vaticanus latinus 3738)
  - Codex Vaticanus latinus 3773,[2] oder Codex Vaticanus B
  - Codex Cospi
- Codex Quetzalecatzin – Karte aus der Frühzeit der spanischen Eroberung
- Ramírez Codex – Geschichte der Azteken, verfasst von Juan de Tovar
- Codex Telleriano-Remensis – Kalender und Geschichte der Azteken
- Anales de Tlatelolco – anonymer historischer Text in Náhuatl zur aztekischen Geschichte
- Codex Xolotl – historische Bilderhandschrift über die Region von Texcoco